# Zenvo TS1
Zenvo TS1 GT — спортивний автомобіль обмеженого виробництва, вироблений датським виробником автомобілів Zenvo Automotive. Він був представлений на Женевському автосалоні 2016 року. Хоча TS1 GT має подібні шасі та кузов зі своїм попередником ST1, його нова трансмісія та оновлений інтер’єр приносять йому нове позначення моделі разом із кваліфікацією «grand tourer». Виробництво автомобіля планується обмежити до 5 одиниць на рік, що є збільшенням порівняно з обмеженим загальним обсягом виробництва 15 автомобілів його попередника.

## Двигуни
- 5.8 L twin-supercharged Flat-plane V8 1119 к.с. при 7100 об/хв 1139 Нм

## Моделі

### Zenvo TSR

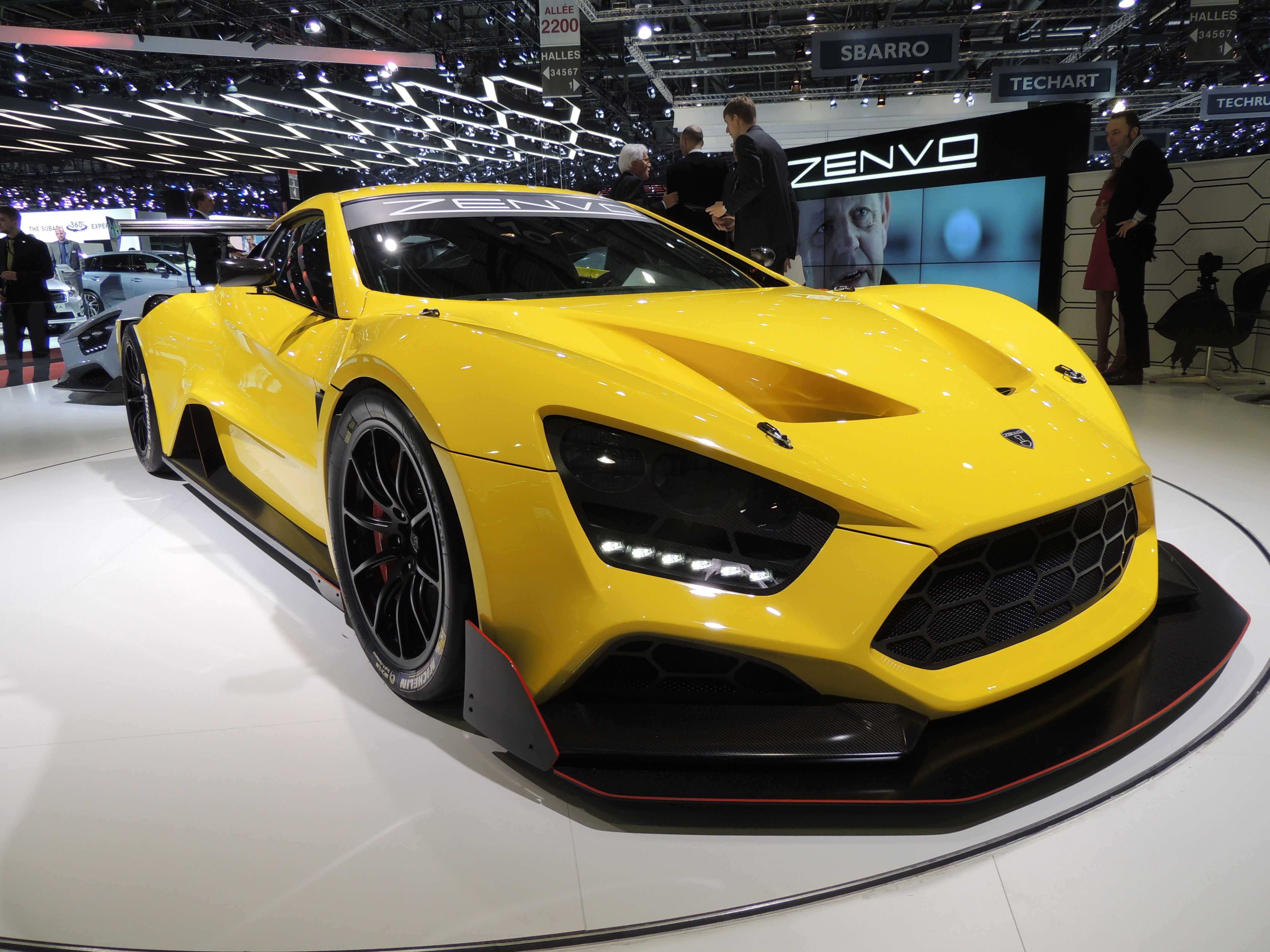
Zenvo TSR

Zenvo TSR — трекова версія TS1 GT. Запущений разом із TS1 GT на Женевському автосалоні 2016 року, TSR поділяє більшість своїх механічних компонентів із звичайним автомобілем, включаючи той самий двигун і кузов.
Основними змінами у варіанті TSR є зниження ваги на 250 кг, що зменшує загальну вагу до 1330 кг.

### Zenvo TSR-S

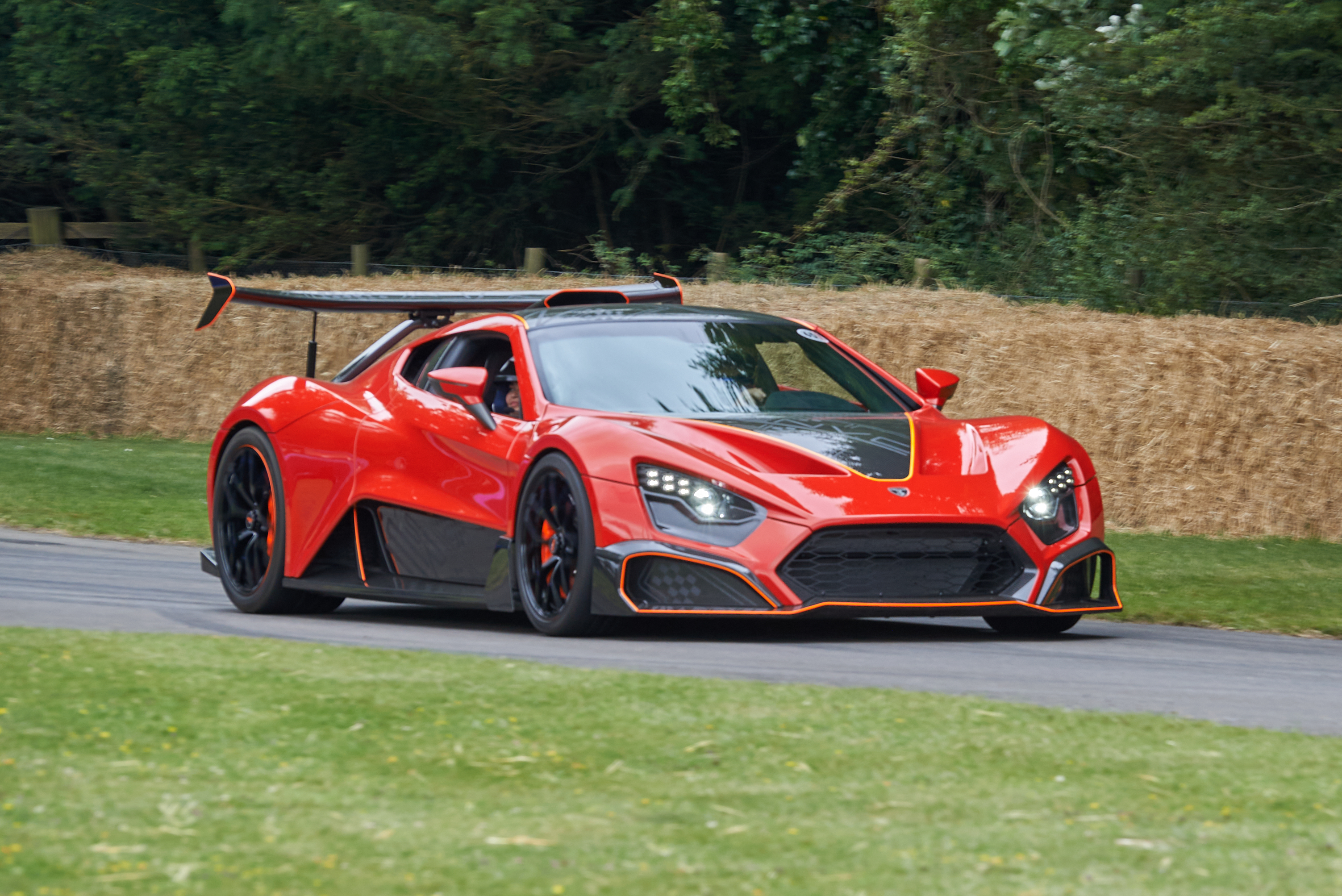
Zenvo TSR-S

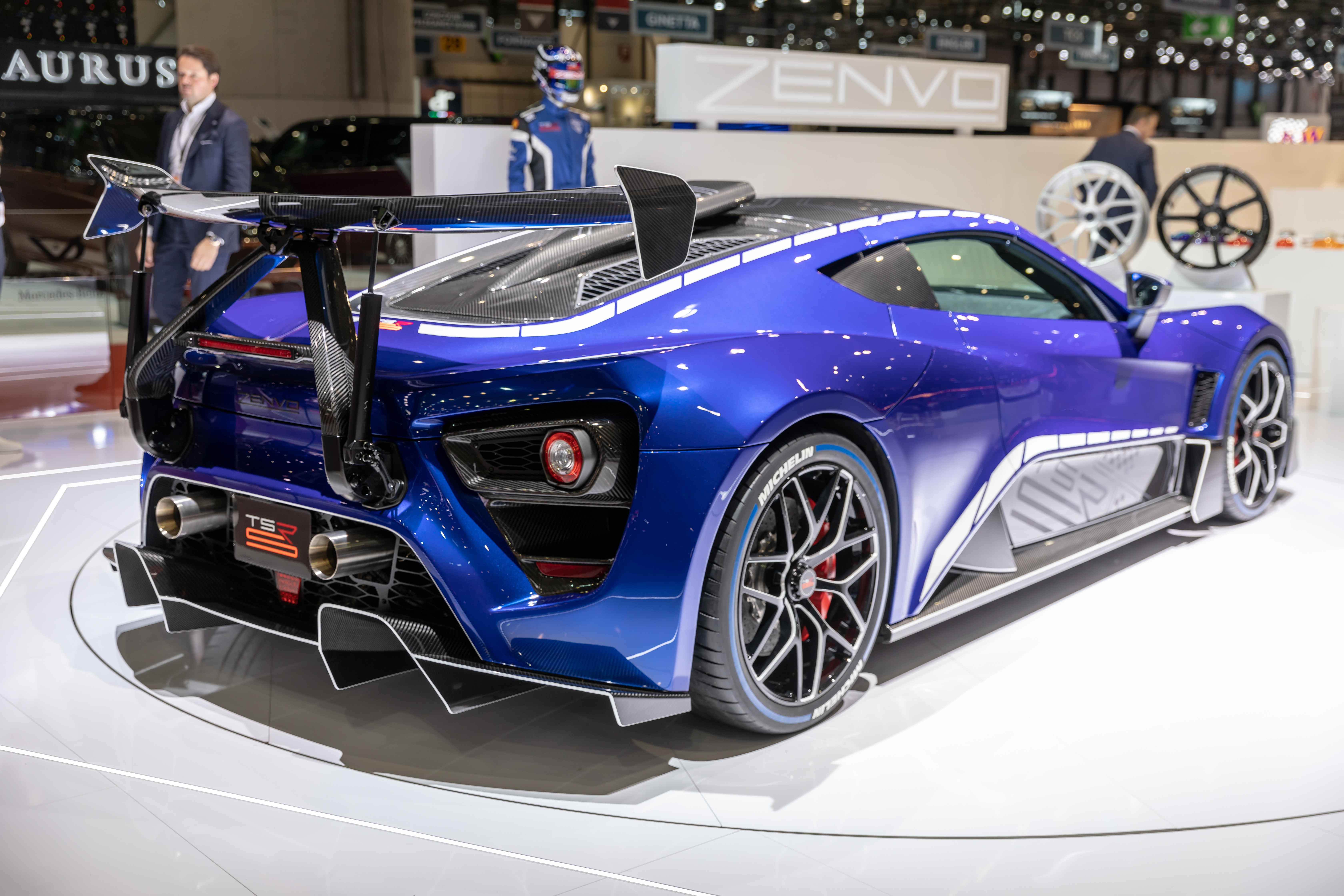

Zenvo TSR-S — дорожня версія трекового Zenvo TSR. Представлений на Женевському автосалоні 2018 року, TSR-S має численні оновлення та зміни в дизайні в порівнянні з попередніми моделями TS1 і знаходиться між дорожнім TS1 GT і гоночним TSR.
Виготовлено всього таких 15 екземплярів і кожен коштує не менше 1,5 млн. євро.